# 塔马斯·法比尼
塔玛斯·法比尼 （匈牙利語：Tamás Fabiny，1959年2月5日—）路德教会牧师、神学家和2017年擔任主教。

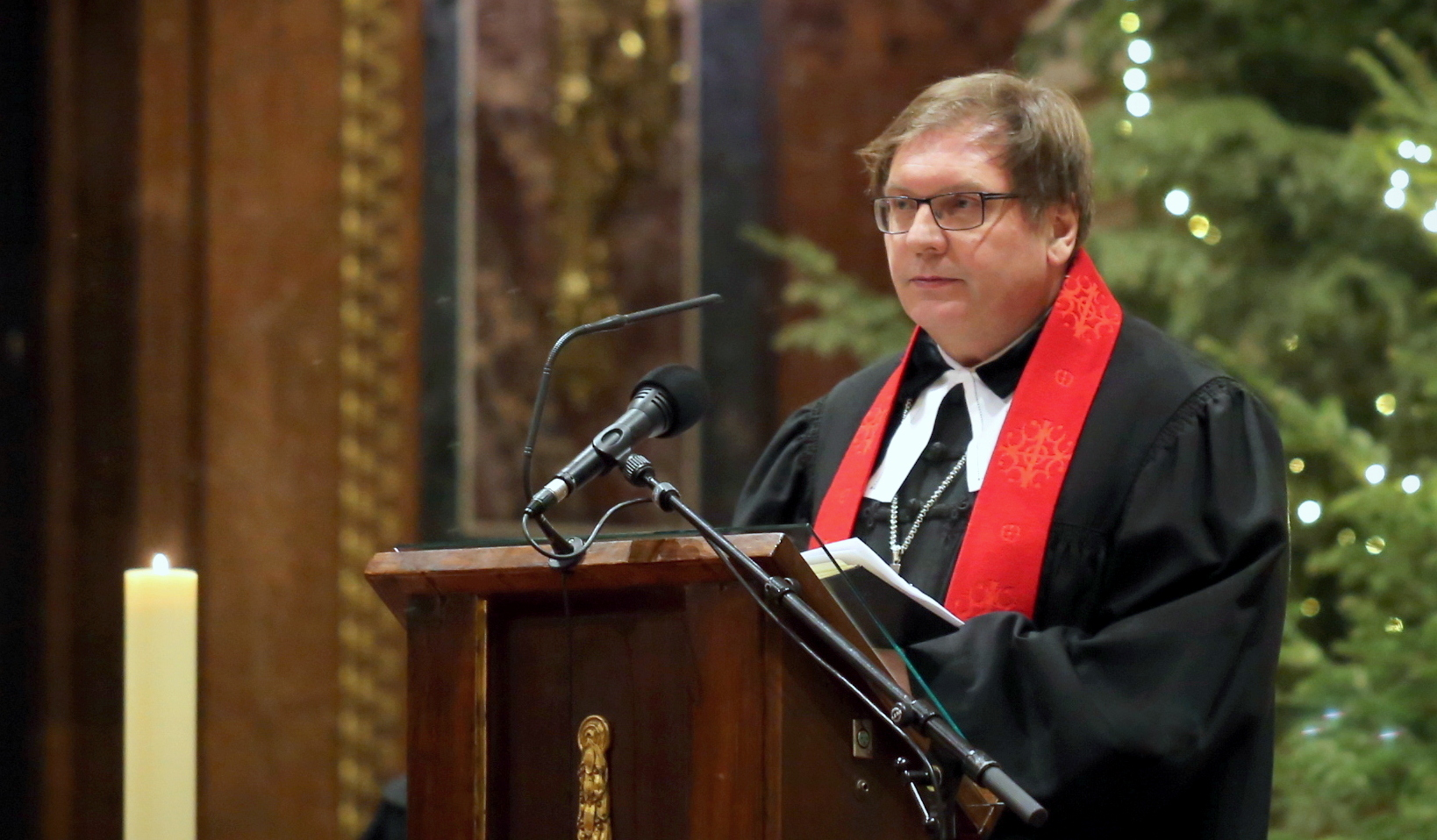

## 生平
1959年生於布达佩斯。
从1986年起，他担任Köbánya教堂的助理牧师。在1987年至1999年间，他担任该教堂的牧师。1999年至2006年间，同時担任福音派神学大学新约系全职讲师（先任助理教授，最后任大学教授）。他还获得了神学博士学位和资格证书。
2005年12月，北路德教会区的会众选举他为主教。2006年3月25日，他在米什科尔茨的路德教会就职。 2010年7月，他接替特兰西瓦尼亚撒克逊主教克里斯托夫·克莱因，成为路德宗世界联合会负责中欧和东欧事务的副主席。 
2017年11月24日，当选为匈牙利福音派教会主席兼主教。 

## 家庭
他的妻子 Katalin Béndek 是一名高中教师，他们的孩子是：Blanka (1994)、Márton (1996) 和 Lujza (2005)。